# العلاقات الفيجية المنغولية
العلاقات الفيجية المنغولية هي العلاقات الثنائية التي تجمع بين فيجي ومنغوليا.

## مقارنة بين البلدين
هذه مقارنة عامة ومرجعية للدولتين:
| وجه المقارنة                                              | فيجي                                                                 | منغوليا         |
| --------------------------------------------------------- | -------------------------------------------------------------------- | --------------- |
| المساحة (كم2)                                             | 18.27 ألف                                                            | 1.57 مليون      |
| عدد السكان (نسمة)                                         | 915.30 ألف                                                           | 3.08 مليون      |
| الكثافة السكانية (ن./كم²)                                 | 50.1                                                                 | 1.96            |
| العاصمة                                                   | سوفا                                                                 | أولان باتور     |
| اللغة الرسمية                                             | لغة إنجليزية، اللغة الفيجية، اللغة الفيجي الهندية، اللغة الهندستانية | اللغة المنغولية |
| العملة                                                    | دولار فيجي                                                           | توغروغ منغولي   |
| الناتج المحلي الإجمالي (بليون دولار)                      | 5.06 مليار                                                           | 11.49 مليار     |
| الناتج المحلي الإجمالي (تعادل القوة الشرائية) بليون دولار | 8.32 مليار                                                           | 36.16 مليار     |
| الناتج المحلي الإجمالي الاسمي للفرد دولار أمريكي          | 4.96 ألف                                                             | 3.97 ألف        |
| الناتج المحلي الإجمالي للفرد دولار أمريكي                 | 8.79 ألف                                                             | 11.95 ألف       |
| مؤشر التنمية البشرية                                      | 0.727                                                                | 0.727           |
| رمز المكالمات الدولي                                      | +679                                                                 | +976            |
| رمز الإنترنت                                              | .fj                                                                  | .mn             |
| المنطقة الزمنية                                           | ت ع م+12:00                                                          | ت ع م+08:00     |

## منظمات دولية مشتركة
يشترك البلدان في عضوية مجموعة من المنظمات الدولية، منها:
| علم المنظمة | اسم المنظمة                               | تاريخ انضمام فيجي | تاريخ انضمام منغوليا |
| ----------- | ----------------------------------------- | ----------------- | -------------------- |
|             | الاتحاد البريدي العالمي                   | ?                 | ?                    |
|             | بنك التنمية الآسيوي                       | 1970              | 1991                 |
|             | يونسكو                                    | 14 يوليو 1983     | 1 نوفمبر 1962        |
|             | البنك الدولي للإنشاء والتعمير             | 28 مايو 1971      | 14 فبراير 1991       |
|             | منظمة التجارة العالمية                    | ?                 | ?                    |
|             | وكالة ضمان الاستثمار متعدد الأطراف        | 24 سبتمبر 1990    | 21 يناير 1999        |
|             | الاتحاد الدولي للاتصالات                  | 5 مايو 1971       | 27 أغسطس 1964        |
|             | منظمة الشرطة الجنائية الدولية             | ?                 | ?                    |
|             | مؤسسة التمويل الدولية                     | 12 يوليو 1979     | 14 فبراير 1991       |
|             | الأمم المتحدة                             | 13 أكتوبر 1970    | 27 أكتوبر 1961       |
|             | مؤسسة التنمية الدولية                     | 29 سبتمبر 1972    | 14 فبراير 1991       |
|             | منظمة حظر الأسلحة الكيميائية              | ?                 | ?                    |
|             | المركز الدولي لتسوية المنازعات الاستشارية | 10 سبتمبر 1977    | 14 يوليو 1991        |

## وصلات خارجية
- موقع وزارة الخارجية الفيجية
- موقع وزارة الخارجية المنغولية